# Jolanta Ogar-Hill
Jolanta Katarzyna Ogar-Hill (ur. 28 kwietnia 1982 w Brzesku) – polska i austriacka żeglarka w klasie 470, trzykrotna olimpijka (2012, 2016 i 2020), wicemistrzyni olimpijska, mistrzyni Europy i świata.

## Życiorys
Zanim została żeglarką, przez ponad 10 lat grała w siatkówkę w I i II lidze, Najpierw w Gryfie Brzesko, potem w Sandecji Nowy Sącz, a następnie w Armaturze Kraków. Była lewą atakującą. W 2006 roku pod wpływem dr Witolda Dudzińskiego, lekarza reprezentacji Polski w żeglarstwie, zaczęła uprawiać żeglarstwo. Jej partnerką w klasie 470 została Katarzyna Tylińska.
W 2008 roku została załogantką Agnieszki Skrzypulec. Razem zdobyły siedem tytułów mistrza Polski i kwalifikując się do IO w Londynie, w których zajęły 12. lokatę. Po igrzyskach przyjęła propozycję przejścia do reprezentacji Austrii, w której jej partnerką została Lara Vadlau. Z Vadlau w styczniu 2013 w Miami odniosła zwycięstwo w otwartych mistrzostwach Ameryki Północnej, a w mistrzostwa Europy zajęła 3. miejsce. W czerwcu 2014 roku uzyskała obywatelstwo austriackie. Miesiąc później zdobyła mistrzostwo Europy, a we wrześniu 2014 r. mistrzostwo świata i kwalifikację do igrzysk w 2016 r. Sukcesy 2014 roku zostały nagrodzone w Austrii nagrodą „zespołu roku”. Po czterech latach wróciła do reprezentacji Polski, ponownie tworząc jedną załogę ze Skrzypulec. W 2021 na igrzyskach olimpijskich w Tokio została wicemistrzynią olimpijską (w załodze z Agnieszką Skrzypulec). Jest zawodniczką klubu UKŻ Wiking Toruń.
Jest lesbijką. W 2018 roku wzięła w Hiszpanii ślub ze swoją partnerką hiszpańskiego pochodzenia, Esperanzą Hill, po której przyjęła drugą część nazwiska. W 2019 wzięła udział w akcji Kampanii Przeciw Homofobii „Sport przeciw homofobii”. Pod koniec 2021 roku, wraz ze swoją żoną zostały rodzicami. 21 grudnia 2021 roku jej żona Esperanza, urodziła córkę o imieniu Hunter.

## Sukcesy

### klasa470
- 1. miejsce w mistrzostwach świata – Hajfa 2015 (z Larą Vadlau)
- 1. miejsce w mistrzostwach świata – Santander 2014 (z Larą Vadlau)
- 2. miejsce w mistrzostwach świata – La Rochelle 2013 (z Larą Vadlau)
- 1. miejsce w mistrzostwach Europy – Ateny 2014 (z Lara Vadlau)
- 3. miejsce w mistrzostwach Europy – Monako 2017 (z Agnieszką Skrzypulec)
- 3. miejsce w mistrzostwach Europy – Formia 2013 (z Larą Vadlau)
- 12. miejsce w igrzyskach olimpijskich – Londyn 2012 (z Agnieszką Skrzypulec)
- 1. miejsce w światowych wojskowych igrzyskach sportowych – Wuhan 2019 (z Agnieszką Skrzypulec)
- 2. miejsce w igrzyskach olimpijskich[11] – Tokio 2020 (z Agnieszką Skrzypulec)

## Odznaczenia
- Krzyż Kawalerski Orderu Odrodzenia Polski – 2021[12][13]
- Krzyż Kawalerski II Klasy Odznaki Honorowej za Zasługi dla Republiki Austrii (Srebrna Odznaka Honorowa; Silbernes Ehrenzeichen) – Austria, 2014[14]